# Viateur Éthier
Pour les articles homonymes, voir Éthier.
Viateur Éthier (27 juin 1915 - 19 juillet 1976) est un homme d'affaires et homme politique en Ontario, au Canada. Il a représenté la circonscription de Glengarry—Prescott à la Chambre des communes du Canada pour le Parti libéral de 1962 à 1972. 

## Biographie
Viateur est né à Sainte-Justine-de-Newton, au Québec en 1915. Fils d'Albert Éthier, il fit ses études  à Dalkeith, en Ontario. Il épousa Marcelle Touchette en 1948. Éthier était propriétaire d'une boulangerie à Dalkeith.
Son frère Denis a été élu à la Chambre des Communes pour le même siège, en 1972, et a représenté la circonscription jusqu'en 1984.

## Controverse

### Altercation avec un cadreur de la CBC
Le 9 juillet 1969, Éthier frappa un cadreur de la CBC à la mâchoire, après que ce dernier avait remis en question le caractère bilingue du Canada. Alors qu'Éthier sortait de la Chambre des Communes, il a posé une question en français au cadreur de la CBC Jim Primerous. M. Primerous a répondu qu'il ne parlait pas le français. Éthier a été choqué par cette réponse, et a par la suite sermonné le cadreur sur l'importance d'être bilingue en travaillant pour une société de la couronne. À cela, Primerous a répondu « But is it a bilingual country? » (Est-ce vraiment un pays bilingue?). Éthier trouva que cette réponse était insolente, surtout deux jours après l'adoption de la Loi sur les Langues Officielles, et il n'a pas été en mesure de retenir son poing.